# Guilherme Reis
Guilherme Reis (Goiânia, 24 de novembro de 1954) é um ator, diretor e gestor cultural brasileiro. Realiza desde 1995 o Festival Internacional de Teatro Cena Contemporânea em Brasília. Foi Secretário de Cultura do DF de 2015 a 2018.

## Teatro
Iniciou sua carreira em 1972. Como ator participou de inúmeras montagens, das quais destacam-se: Os Saltimbancos, O Noviço, A Vida É Sonho, O Exercício, Pequenos Burgueses, Um Grito Parado no Ar, Caça aos Ratos, Mão na Luva, Valsa Americana, Vestido de Noiva, Arlequim Servidor de Dois Patrões e Álbum Wilde, sendo dirigido por diretores como Hugo Rodas, Antonio Abujamra, Zeno Wilde, B. de Paiva, Fernando e Adriano Guimarães, entre outros. Em 2007, esteve em cartaz na peça Os Demônios, apresentada em Brasília e no Rio de Janeiro. Dirigiu os espetáculos: A Revolução dos Bichos (1980), Chapeuzinho Amarelo (1981), Pedro e o Lobo (1983 e 1994), A Hora do Pesadelinho (1991), Reta do Fim do Fim (Prêmio Villanueva de Melhor Espetáculo Estrangeiro de 1997 em Cuba), Movimentos do Desejo (1998) e Reveillon (1999). Com o Grupo Cena, dirige e produz uma trilogia textos de autores latinoamericanos: Dinossauros, com Murilo Grossi e Carmem Moretzshon (2005 - texto do argentino Santiago Serrano), Fronteiras com Chico Sant'Anna e Sérgio Fidalgo (2007  - também texto de Santiago Serrano) e Varsóvia com Bidô Galvão e Carmem Moretzshon (2008  - texto da argentina Patrícia Suarez).

## Cinema
Em cinema atuou em O Sonho Não Acabou, de Sérgio Resende, A República dos Anjos, de Carlos Del Pino, Louco Por Cinema, de André Luiz Oliveira, O Cego Que Gritava Luz e O Tronco, ambos de João Batista de Andrade e Sagrado Segredo, também de André Luis de Oliveira. Participou da equipe responsável pelo roteiro do longa Araguaya - Conspiração do Silêncio, de Ronaldo Duque.

## Produção Cultural
Realiza e Coordena o Festival Internacional Cena Contemporânea (1995 a 2009) e foi o Realizador do Festival Planeta Circo (2002 e 2004),ambos realizados em Brasília, é o Diretor Geral da Cena Promoções Culturais, escritório de produção que executa os festivais e outros eventos culturais em Brasília, como a Mostra Internacional de Teatro e a série musical Todos os Sons - Domingo CCBB, ambos realizados pelo Centro Cultural Banco do Brasil. Na produtora, localiza-se o Espaço Cena, um pequeno teatro com capacidade para 70 espectadores.
A administração de Guilherme Reis na Secretaria de Cultura do DF foi marcada pela criação da Lei Orgânica Cultura e das reformas do Espaço Cultural Renato Russo e Centro de Dança de Brasília. Foi marcada também por diversas polêmicas envolvendo contratação ilegal de comissionados e funcionários, fraudes em licitações, privatização das atividades culturais, esvaziamento da carreira de Atividades Culturais e inúmeros processos judiciais por aprovados no concurso público de 2014 que foram preteridos por comissionados sem vínculo.

### Contratação Ilegal de Comissionados e Funcionários

#### MPDFT - Contratação Ilegal de Comissionados
Já nos primeiros meses de 2015, o Ministério Público do Distrito Federal e Territórios emitiu a Recomendação 5/2015, na qual orientava a Secult a demitir todos empregados comissionados sem vínculo que exerciam ilegalmente funções de servidores e nomeasse servidores aprovados no concurso público aplicado em 2014. A alegação era que os Comissioandos (que só podem exercer funções de Chefia, Direção e Assessoramento) estavam exercendo ilegalmente funções de servidores. O caso no MPDFT recebeu diversas denúncias das irregularidades praticadas na pasta e, como a Secult não seguiu as orientações do MPDFT, o caso virou um Inquérito Civil Público. A Secult ficou entre os anos de 2015 a 2018 com quase 80% de Comissionados Sem Vínculo, enquanto o limite legal é de até 50%.

#### MPC-DF - Rádio Cultura FM (100,9)
A Rádio Cultura FM é uma das rádios mais tradicionais de Brasília. Revelou bandas como Legião Urbana, Capital Inicial, Plebe Rude entre outras. Na administração de Guilherme Reis ela foi loteada chegando a ter quase 100% dos funcionários em situação irregular. Entre eles:
- 11 Comissionados sem vínculo exercendo funções de servidores (Apresentadores e produtores);
- 4 Servidores em desvio de função - Os servidores de Políticas Públicas e Gestão Governamental estavam exercendo as funções de apresentador e produtor de rádio, função específica de Analistas de Atividades Culturais de Radiodifusão e que requer registro profissional específico.
- 11 Produtores " Voluntários" atuado de forma ilegal - Os "voluntários" não seguiram o precedimento legal de registro no site do voluntariado nem tinha Termos de Adesão ou nenhum documento atestando sua condição. Por pressão do MPDFT, os Termos de Adesão foram oficializados em meados de 2018, contudo, os "voluntários" não podem exercer funções de servidores, fazendo com que a situação desses apresentadores continuasse irregular.
- 2 Apresentadores/Produtores que foram selecionados em concurso de chamamento público, sendo preteridos por aprovados no concurso anterior de 2014.

Em junho de 2018, o Ministério Público de Contas do DF (MPC-DF) entrou com representação contra a Secult sobre as irregularidade na Rádio Cultura FM, exigindo que a situação fosse regularizada. Segundo a representação do procurador do MPC-DF, Marco Felipe Pinheiro Lima "a denúncia apresenta vasta documentação. Segundo evidências apuradas, inúmeras atribuições atinentes a servidores estão sendo desempenhadas pelos comissionados."

#### Irregularidades em Licitações
Houve diversos casos entre 2015 a 2018 na qual processos licitatórios foram contestado pelo Tribunal de Contas do DF. Entre eles, segundo veiculado no site Metropoles:
2018 - TCDF encontra indícios de Fraude em licitação de R$ 37 milhões na contratação de serviços da Star Locações.
2017 - MPC encontra irregularidades no cachê de R$ 300 mil pago, sem licitação, a cantora Alcione em reveillon de 2017.
2017 - Consultor de Carnaval de SP é contratado sem licitação por R$ 30 mil (valor maior do que o pago a todas as bandas contratadas juntas). TCDF interveio e mandou Secult cancelar contrato.